# امنیت (فیلم ۱۹۷۹)
امنیت (به هندی: Surakksha) یا حفاظت (به انگلیسی: Protection) فیلمی هندی محصول سال ۱۹۷۹ و به کارگردانی راویکانت ناگایچ است. در این فیلم بازیگرانی همچون میتون چاکرابورتی، رانجیتا، افتخار، آریونا ایرانی و سورش اوبروی ایفای نقش کرده‌اند.